# Allium palentinum
Allium palentinum är en amaryllisväxtart som beskrevs av Taurino Mariano Losa och Pedro Montserrat Recoder. Allium palentinum ingår i släktet lökar, och familjen amaryllisväxter. IUCN kategoriserar arten globalt som otillräckligt studerad. Inga underarter finns listade i Catalogue of Life.